# Jacques Moreau (professeur)
Pour les articles homonymes, voir Jacques Moreau et Moreau.
Jacques Moreau, né le 6 septembre 1931 à Nantes et mort le 24 juin 2019 à Paris, est un universitaire français.

## Biographie
Jacques Moreau est le fils de Julien Moreau, avocat, et de Marie-Thérèse Bricard (fille du bâtonnier du barreau de Nantes). Après sa scolarité à l'Externat des Enfants-Nantais et au lycée Clemenceau, il suit ses études de droit à l'Institut de droit de Nantes et à la Faculté de droit de Rennes.
Il soutient sa thèse de doctorat le 15 mai 1956, portant sur L'influence de la situation de la victime et du comportement de la victime sur la responsabilité administrative, sous la direction de Francis-Paul Bénoit.
Il est agrégé des facultés de droit (droit public, 1958).
De 1955 à 1983, Jacques Moreau est professeur à la faculté de droit, puis à l'université de Rennes. Il devient directeur de l'Institut des hautes études administratives et sociales (IHEAS) en 1962), du Centre de préparation à l'administration générale (CPAG) et du Centre universitaire régional d’études municipales (Curem) en 1963 de l'université de Rennes.
De 1983 à 2001, il est professeur à l'université Paris-II (Panthéon-Assas).
Il est président de la Fédération nationale des syndicats autonomes de l’enseignement supérieur et de la recherche (FNSAESR) de 1957 à 1959, de l’Association des institutions universitaires de formation et de recherche en administration locale (AIUFRAL) de 1981 à 88, de la 2e section du Conseil supérieur des universités de 1985 à 1987, du jury du concours d'agrégation de 1987 à 1988 et de l'Observatoire du droit de l'économie mixte en 1995.
Il dirige le JurisClasseur Collectivités territoriales en 1992, la revue Collectivités territoriales intercommunalité de 1999 à 2006. Fondateur du JurisClasseur administratif (JCA), il en est le directeur scientifique de 2002 à 2011. Il contribue égalemen à la Revue générale du droit des assurances (RGDA)

## Œuvres
- L'influence de la situation et du comportement de la victime sur la responsabilité administrative, Thèse de doctorat en droit public, Rennes, L.G.D.J., 1956, 260p.
- Droit administratif, Presses universitaires de France, décembre 1989  (ISBN 9782130429258).